# Tjänstemännens centralorganisation

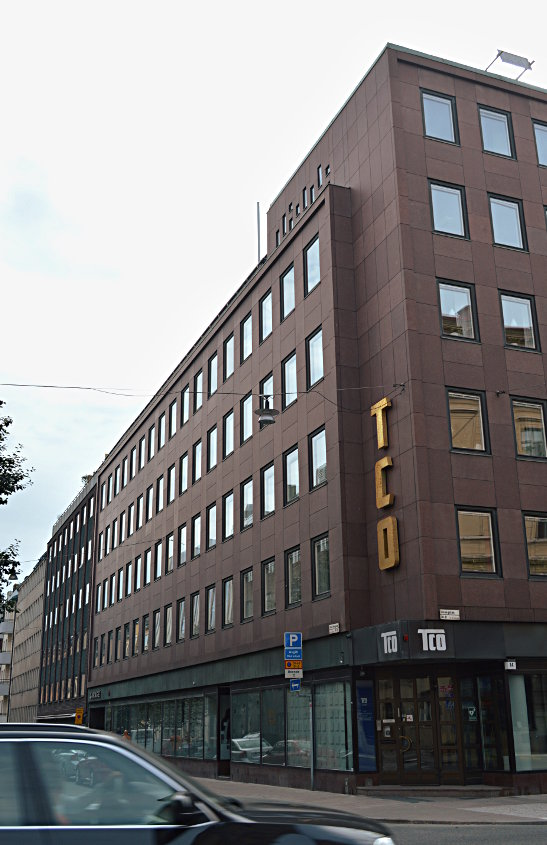
Den fackliga centralorganisationen TCO:s kansli på Linnégatan i Stockholm.

Tjänstemännens centralorganisation (TCO) är en paraplyorganisation av fackliga arbetstagarorganisationer, som bildades den 11 juni 1944 genom sammanslagning av De anställdas centralorganisation (Daco), för den privata sektorn, och det "gamla TCO", för den offentliga sektorn. Medlemmar är tolv fackförbund som tillsammans organiserar drygt 1,2 miljoner tjänstemän. Ordförande är sedan december 2019 Therese Svanström.
TCO organiserar tillsammans med Landsorganisationen i Sverige (LO) och Sveriges akademikers centralorganisation (Saco) det stora flertalet fackligt anslutna arbetstagare i Sverige.

## Allmänt
TCO är en partipolitiskt fristående centralorganisation som samlar tolv medlemsförbund. TCO-förbundens medlemmar är tjänstemän inom såväl offentlig som privat sektor. En majoritet av medlemmarna är högskoleutbildade, många jobbar också som ledare och chefer och en växande grupp är egenföretagare. Bland yrkesgrupperna finns bland andra ingenjörer, journalister, tulltjänstemän, poliser, ekonomer och sjuksköterskor.
TCO har ingen förhandlande roll på samma sätt som LO utan har som huvuduppgift att företräda medlemsförbunden gentemot politiken och andra organisationer, samt vara en påtryckande och opinionsbildande organisation i frågor som TCO-förbunden prioriterar. TCO är medlem i Nordens Fackliga Samorganisation (NFS) och i Europafacket (EFS).
Efter ett medlemsras 2006–2007 tog TCO:s förbund gemensamt initiativ till projektet "Facket förändras" som var ett gemensamt arbete för fackligt förnyelse och relevans. Tack vare idogt rekryteringsarbete vände medlemskurvan uppåt igen. TCO:s tolv medlemsförbund samlade vid årsskiftet 2022/2023 drygt 1,2 miljoner medlemmar. År 2022 var den fackliga organisationsgraden för tjänstemän 73 procent.
Runt om i Sverige finns TCO-regioner där förbunden samarbetar i regionala och lokala frågor, framförallt på arbetsmarknads- och utbildningsområdet. En TCO-region kan till exempel omfatta en kommun eller ett län. Varje förbund har sin egen a-kassa; TCO har ingen central a-kassa.
TCO:s dotterbolag TCO Development utvecklar kraven i TCO Certified, en internationell hållbarhetscertifiering som främjar mer hållbara IT-produkter. TCO och förbunden tog 2016 initiativ till en gemensam tankesmedja som heter Futurion. TCO:s webbtidning heter Arbetsvärlden.

## Historik
- 1944 – Den 11 juni bildas Tjänstemännens centralorganisation genom en sammanslagning av Daco och "gamla" Tco. Detta år har organisationen 180 427 medlemmar.
- 1946 – Överläggning med LO om tillhörigheten för olika grupper av statsanställda.
- 1950 – Dittillsvarande uppgörelse om gränsdragning mellan Sif, Handelstjänstemannaförbundet och Handelsanställdas förbund spricker.
- 1954 – TCO:s medlemsförbund samlar 323 166 medlemmar.
- 1964 – Medlemsförbunden har 489 359 medlemmar.
- 1965 – De förbund som har statligt anställda går samman i förhandlingskartellen TCO-S. En konflikt leder till att offentliganställda får strejkrätt.
- 1969 – En erkänd arbetslöshetskassa för statstjänstemän bildas.
- 1973 – Privattjänstemannakartellen, PTK, bildas med medlemsförbund från både TCO och SACO.
- 1976 – Fackförbund som organiserar kommunalanställda bildar Kommunaltjänstemannakartellen (KTK).
- 1991 – TCO-S och KTK ersätts av TCO-OF.
- 1994 – Medlemsförbunden har 1 308 482 medlemmar.
- 2003 – Medlemsförbunden har 1 275 975 medlemmar.
- 2019 – TCO firar 75 år och har nu 13 medlemsförbund med över 1,4 miljoner medlemmar.

## Medlemsförbund
| - Fackförbundet ST - Finansförbundet - Försvarsförbundet - Forena - Journalistförbundet - Polisförbundet | - Sveriges Yrkesmusikerförbund - Scen & Film - TULL-KUST - Unionen - Vision (tidigare SKTF) - Vårdförbundet |

## TCO:s ordförande
| År        | Namn                                       |
| --------- | ------------------------------------------ |
| 1937–1947 | Ruben Wagnsson (ordf. redan i "gamla TCO") |
| 1947–1960 | Harald Adamsson                            |
| 1960–1961 | Filip Anger                                |
| 1961–1970 | Otto Nordenskiöld                          |
| 1970–1982 | Lennart Bodström                           |
| 1982–1994 | Björn Rosengren                            |
| 1994–1999 | Inger Ohlsson                              |
| 1999–2011 | Sture Nordh                                |
| 2011–2019 | Eva Nordmark                               |
| 2019–     | Therese Svanström                          |

## Medlemstidning
Mellan 1955 och april 2014 gav TCO ut medlemstidningen TCO-tidningen, som riktade sig till förtroendevalda inom medlemsförbunden. I oktober 2014 grundades Arbetsvärlden som en webbtidning.

## Partival för TCO-medlemmar i svenska riksdagsval
Tabellen nedan visar partival för TCO-medlemmar i svenska riksdagsval enligt Sveriges Televisions vallokalsundersökning SVT/VALU. Siffrorna i tabellen är angivna som röstandel i procent.
| Parti | Parti                  | 2014 | 2018 | 2022 |
| ----- | ---------------------- | ---- | ---- | ---- |
|       | Vänsterpartiet         | 9    | 9    | 7    |
|       | Socialdemokraterna     | 29   | 32   | 35   |
|       | Miljöpartiet           | 9    | 5    | 6    |
|       | Centerpartiet          | 7    | 8    | 8    |
|       | Liberalerna            | 7    | 6    | 5    |
|       | Kristdemokraterna      | 5    | 7    | 5    |
|       | Moderaterna            | 22   | 18   | 17   |
|       | Sverigedemokraterna    | 6    | 13   | 16   |
|       | Feministiskt initiativ | 6    | 2    | –    |
|       | Övriga partier         | 1    | 0    | 1    |

| Partiblock | Partiblock                       | 2014 | 2018 | 2022 |
| ---------- | -------------------------------- | ---- | ---- | ---- |
|            | Rödgröna blocket (S, V, MP)      | 47   | 46   | 48   |
|            | Borgerliga blocket (M, C, KD, L) | 41   | 39   | 35   |